# First Folio

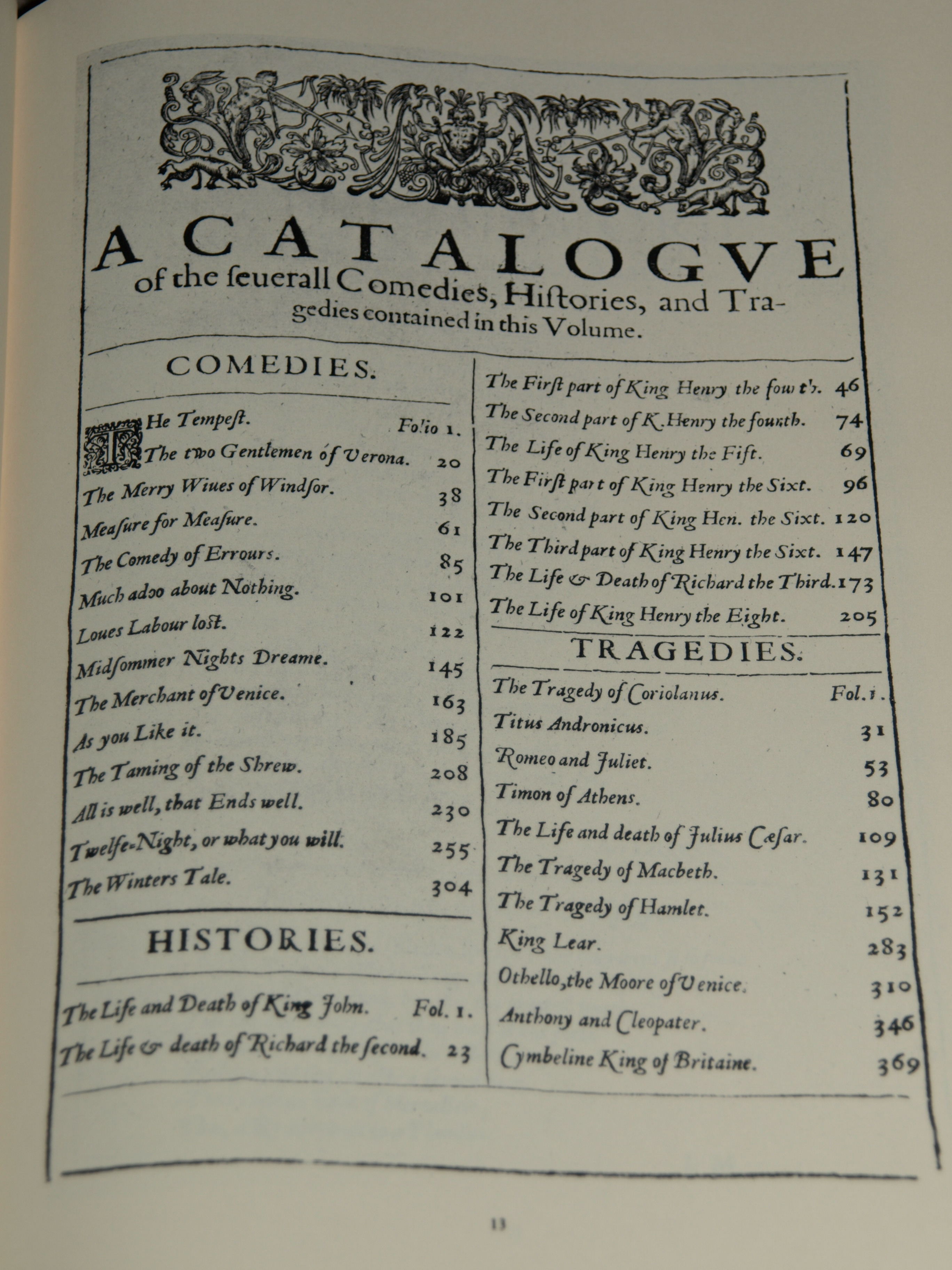
Sumário do First Folio

Mr. William Shakespeares Comedies, Histories, & Tragedies é a primeira coleção publicada das peças teatrais de William Shakespeare. Os estudiosos modernos costumam referir-se a ela como First Folio.
Em 2016 são conhecidos 234 First Folios dos 750 que saíram da tiragem inicial feita por John Hemings e Henry Condell, seis anos após a morte do dramaturgo.
Um exemplar foi encontrado em 2014 nos arquivos da biblioteca de uma pequena cidade no norte de França, Saint-Omer, na região de Pas-de-Calais, e é o segundo exemplar conhecido em França da edição original das obras do dramaturgo inglês, o outro exemplar encontra-se na Biblioteca Nacional, em Paris.
Em 2016, Uma cópia do First Folio foi encontrada no interior de Mount Stuart, uma mansão na ilha escocesa de Bute. O livro esteve guardado na biblioteca da casa durante mais de 100 anos. A cópia de Mount Stuart pertencia originalmente ao editor londrino Isaac Reed que, de acordo com uma carta, o teria adquirido em 1786. Depois da morte de Reed, em 1807, o First Folio foi vendido a um tal “JW” por 38 libras. Depois disso, teria sido comprado por Mount Stuart algures durante o século XIX, uma vez que aparece nos registos da biblioteca em 1896.
As trinta e seis peças do First Folio aparecem na ordem abaixo. Peças que não haviam sido publicadas até  1623 são assinaladas com *.
Comédias
- 1  The Tempest
- 2  The Two Gentlemen of Verona *
- 3  The Merry Wives of Windsor
- 4  Measure for Measure *
- 5  The Comedy of Errors
- 6  Much Ado About Nothing
- 7  Love's Labour's Lost
- 8  A Midsummer Night's Dream
- 9  The Merchant of Venice
- 10 As You Like It *
- 11 The Taming of the Shrew *
- 12 All's Well That Ends Well
- 13 Twelfth Night, or What You Will *
- 14 The Winter's Tale *

Dramas históricos
- 15  The Life and Death of King John *
- 16 Richard II
- 17 Henry IV, Part 1
- 18 Henry IV, Part 2
- 19 Henry V
- 20 Henry VI, Part 1 *
- 21 Henry VI, Part 2
- 22 Henry VI, Part 3
- 23 Richard III
- 24 Henry VIII *

Tragédias
- 25 Troilus and Cressida
- 26 Coriolanus *
- 27 Titus Andronicus
- 28 Romeo and Juliet
- 29 Timon of Athens *
- 30 Julius Caesar *
- 31 Macbeth *
- 32 Hamlet
- 33 King Lear
- 34 Othello
- 35 Antony and Cleopatra *
- 36 Cymbeline *